# Tora Holmberg
Tora Sigrid Ebba Holmberg, född 2 november 1967, är en svensk sociolog och akademisk ledare. Hon professor i sociologi vid Umeå universitet och utsågs 20 mars 2025 till dess rektor. 
Holmberg disputerade på doktorsavhandlingen Vetenskap på gränsen (2005) som behandlar beteendegenetikens spridning och förklaringar av mänskligt beteende. Hon verkar inom det kultursociologiska fältet, vilket innebär att människors förståelseramar och handlande i vardagen står i fokus för hennes forskning. Holmbergs forskargärning är bred och innefattar vetenskap och teknikstudier (STS), medicinsk sociologi, urban- och bostadsteori, studier av djur-människarelationer, social interaktion, samt studier av avfall och cirkulär ekonomi. Forskningen har publicerats i fyra böcker och mer än 40 refereegranskade artiklar och bokkapitel. Hon har även författat populärvetenskapliga rapporter, och många debattartiklar, populärvetenskapliga artiklar och bloggar. 
Holmberg utsågs 2015 till professor i sociologi vid Uppsala universitet. Hon var åren 2017–2020 prodekan vid samhällsvetenskapliga fakulteten, och från 2020 vicerektor för vetenskapsområdet humaniora och samhällsvetenskap vid Uppsala universitet. I den rollen drev hon frågor om akademisk frihet samt forskning och utbildning för hållbar utveckling.
Holmberg har erhållit ett stort antal forskningsanslag från bland annat Vetenskapsrådet, Riksbankens jubileumsfond, COST, Mistra och Formas. Hon är grundare till the Cultural Matters Group, the Humanimal Studies Group och forskargruppen Waste Values. År 2007 mottog hon Katrin Fridjonsdottirs pris i kunskapssociologi av Uppsala universitet och samma år Sveriges sociologförbunds Segerstedtpris.
Holmberg var åren 2016–2018 ordförande för Sveriges sociologförbund.

## Publikationer i urval
- Holmberg, Tora (2005). Vetenskap på gränsen. Pandoraserien, 1404-000X ; 9. Lund: Arkiv. Libris 9804165. ISBN 9179241840
- Holmberg, Tora (2007). Samtal om biologi: genusforskare talar om kön och kropp. Skrifter från Centrum för genusvetenskap, Uppsala universitet, 1653-4093 ; 4. Uppsala: Centrum för genusvetenskap, Uppsala universitet. Libris 10503047. ISBN 9789197568036
- Holmberg, Tora; Ideland Malin (2010). Dilemman med transgena djur: forskningspratik och etik. Skrifter från Centrum för genusvetenskap / Crossroads of knowledge, 1653-4093 ; 16 (2. uppl.). Uppsala: Centrum för genusvetenskap, Uppsala universitet. Libris 12200212. ISBN 9789197818667
- Holmberg, Tora; Aglert Katia (2017[2015]) (på engelska). Urban animals: crowding in zoocities. Routledge human-animal studies series. Abingdon, Oxon: Routledge. Libris 22410763. ISBN 9781138635050